# Untouched
Untouched é uma canção de electro pop escrita por Jessica Origliasso, Lisa Origliasso e Toby Gad, produzida por Gad, para o segundo álbum de estúdio da banda australiana The Veronicas Hook Me Up (2007).

## Lista de faixas
iTunes single
1. "Untouched" — 4:14

CD single, iTunes EP
1. "Untouched" — 4:14
2. "Hollywood" — 3:46
3. "Hook Me Up" (Tommy Trash remix) — 2:53

iTunes EP "Lost Tracks"
1. "Untouched" — 4:14
2. "Untouched" (acoustic) — ?
3. "Hollywood" — 3:46
4. "Insomnia" — 3:22
5. "Everything" — 3:28

remixes EP
1. "Untouched" (Eddie Amador remix edit) — 4:47
2. "Untouched" (Napack - Dangerous Muse remix edit) — 4:52
3. "Untouched" (Designers Drugs remix edit) — 4:49
4. "Untouched" (Von Doom radio) — 4:07

CD remixes promo
1. "Untouched" (Eddie Amador Club remix) — 8:13
2. "Untouched" (Eddie Amador Dub) — 7:45
3. "Untouched" (Napack - Dangerous Muse remix) — 8:15
4. "Untouched" (Napack - Dangerous Muse Dub) — 6:30
5. "Untouched" (Von Doom Club mix) — 7:34
6. "Untouched" (Von Doom mixshow) — 5:58
7. "Untouched" (Designers Drugs remix) — 5:34

## Posições nas paradas
| Parada musical (2007)             | Melhor posição |
| --------------------------------- | -------------- |
| Austrália ARIA Singles Chart      | 2              |
| Parada musical (2008/2009)        | Melhor posição |
| Canadian Hot 100                  | 5              |
| Nova Zelândia RIANZ Singles Chart | 9              |
| U.S. Billboard Hot 100            | 17             |
| U.S. Billboard Pop 100            | 18             |
| U.S. Billboard Top 40 Mainstream  | 16             |
| U.S. Billboard Hot Digital Songs  | 14             |
| World Singles Top 40              | 35             |

### Fim de ano nas paradas
| Ano  | País      | Parada musical           | Pos. |
| ---- | --------- | ------------------------ | ---- |
| 2008 | Austrália | ARIA End Of Year Singles | #21  |